# Wodorotlenek wapnia
Wodorotlenek wapnia, pot. wapno gaszone, wapno lasowane, Ca(OH)
2 – nieorganiczny związek chemiczny wapnia z grupy wodorotlenków.
Jest słabo rozpuszczalny w wodzie, około 1,3 g/dm³ w 20 °C. Jego roztwór, określany jako woda wapienna, jest dość mocną zasadą (pH ok. 12) o działaniu żrącym. Można wykorzystywać ją do wykrywania dwutlenku węgla – w jego obecności roztwór mętnieje wskutek wytrącania się węglanu wapnia:
Ca(OH)
2 + CO
2 → CaCO
3↓ + H
2O
Wodorotlenek wapnia, zwany pospolicie wapnem gaszonym, stosowany jest w technice. W stanie suchym używa się go do odkwaszania gleb, zaś jego zawiesina wodna to mleko wapienne, używane w procesach chemicznych, do malowania oraz jako składnik zaprawy murarskiej. Przy małej ilości wody tworzy tzw. ciasto wapienne. Jest także składnikiem cementu stomatologicznego.

## Sposoby otrzymywania
Wodorotlenek wapnia otrzymuje się na skalę przemysłową w reakcji gaszenia wapna palonego, czyli reakcji tlenku wapnia z wodą:
CaO + H
2O → Ca(OH)
2

## Zastosowania
- w budownictwie jako spoiwo zaprawy murarskiej i tynkarskiej (wapiennej i cementowo-wapiennej),
- jako baza i lepiszcze farb malarskich (farba wapienna) o właściwościach dezynfekcyjnych stosowana do malowania (bielenia) wnętrz mieszkalnych, budynków gospodarczych oraz pni drzew owocowych,
- w cukrownictwie do oczyszczania soku buraczanego,
- jako substancja zmiękczająca wodę,
- do produkcji nawozów sztucznych (nawozy wapniowe),
- w energetyce do odsiarczania spalin,
- w stomatologii jako podkład pod wypełnienie ubytku przy pokryciu miazgi pośrednim i bezpośrednim oraz opatrunek w kanale między wizytami szczególnie przy długich przerwach i zapaleniu tkanek okołowierzchołkowych